# Pringombo (Tempuran)
Pringombo is een bestuurslaag in het regentschap Magelang van de provincie Midden-Java, Indonesië. Pringombo telt 612 inwoners (volkstelling 2010).